# Athripsodes aterrimus
Athripsodes aterrimus är en nattsländeart som först beskrevs av Stephens 1836.  Athripsodes aterrimus ingår i släktet Athripsodes och familjen långhornssländor. Arten är reproducerande i Sverige.

## Underarter
Arten delas in i följande underarter:
- A. a. perfuscus
- A. a. tineoides

## Bildgalleri

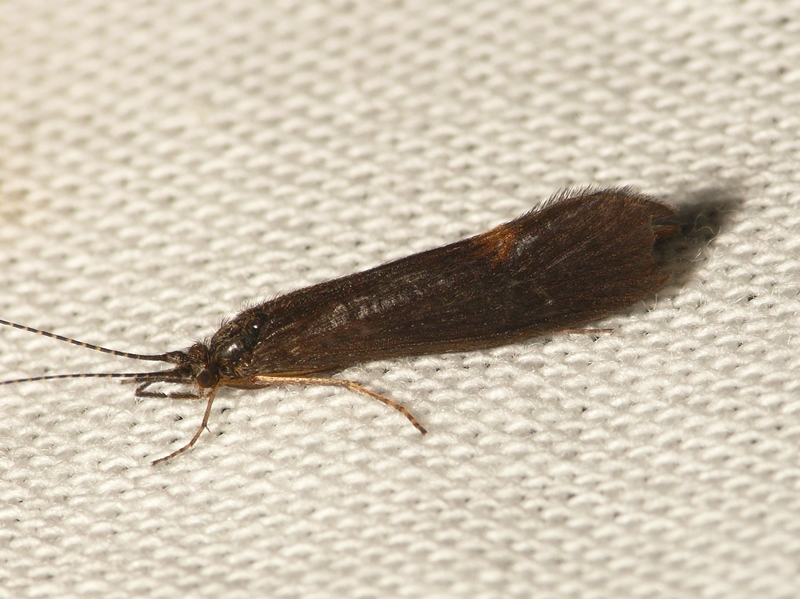
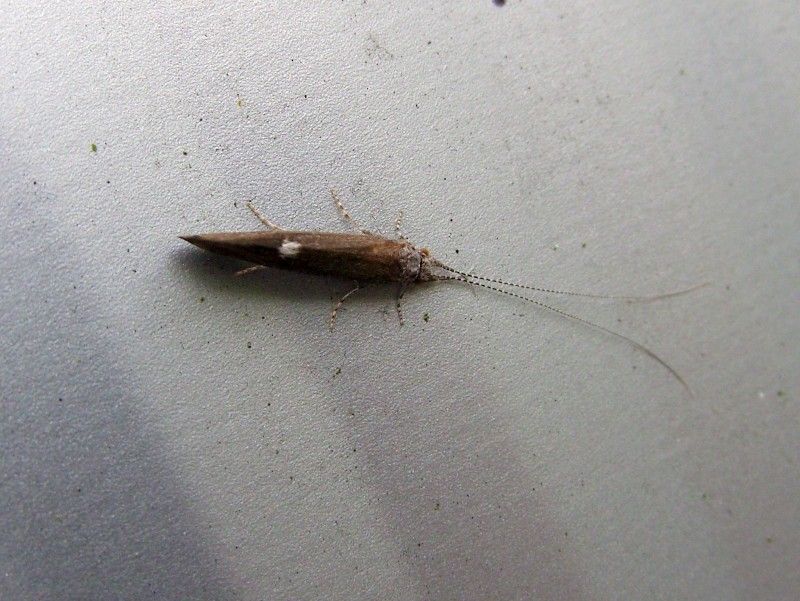